# Висарион Смоленски (светец)
 Тази статия е за православния светец.  За епископа от XXI век вижте Висарион Смоленски.  За църквата в Смолян вижте Свети Висарион Смоленски (Смолян).
Висарион Смоленски е фиктивен епископ на Кръстогорието, за който се твърди, че е живял през XVII век по времето на султан Мехмед IV, и че е жестоко убит от турците. Единствените сведения за живота му дава фалшификатът „Исторически бележник“. Православната църква го обявява за свещеномъченик.

## Историчност
„Историческият бележник“, намиращ се в архива на град Смолян, е диктуван от Рада Казалийска (1821 – 1907) на сина ѝ Христо Поппантелеев. Публикуван е за първи път през 1931 година в списание „Родопски преглед“. Редица историци и видни изследователи на Родопите като Николай Хайтов, Петър Маринов, Стою Шишков, Васил Дечев, Христо Караманджуков оспорват истинността му и го обявяват за възрожденски фалшификат. Като доказателство се посочват езикът на бележника и грубите фактологически грешки. В своите исторически полемики Хайтов отхвърля истинността на този документ и крикитува професор Петър Петров за това, че след 1960 година безкритично го публикува в редица свои исторически сборници. Хайтов изтъква грешките в годините, измислените имена на селата и султаните, които не се потвърждават от нито един друг документ и други.
Петър Маринов изказва резерви относно учителската дейност на Рада Казалиева и също оспорва достоверността на бележника. Райковският свещеник Димитър Мавров, съвременник на Казалиева и сина ѝ, споделя: „Всичко това е хубаво, ако е вярно. Но Христак го е украсявал и прибавял бивали и небивали работи, та да се чуди човек кое е вярно и кое не. Той пишеше какво да е, само за да изпъкне“. В отговор на запитване на Петър Маринов през 1949 година, Христо Караманджуков, който за пръв път публикува бележника, казва: „Много работи от писанието на Хр. Попов не използувах и не напечатах, понеже ми се видяха фантазия, а дори и истината на това, което се напечата тогава в „Родопски глас“, ми се струва съмнителна.“
Според професор Махиел Кил, съгласно църковната история, никога не е съществувала епископия Кръстогорие, както и няма никакви исторически данни за епископ Висарион. Единственото му споменаване е в спорния бележник, съчинен от Рада Казалиева. Няма никакво сведение за епископ Висарион в описа на славянските ръкописи от Зографския манастир, нито има запазена каквато и да е негова кореспонденция с манастирите в околността. Всичко това посочва, че бележникът, който е написан с правописа от 1921 година, е фалшификат, дело на патриотичния дух на Рада Казалиева и сина ѝ. Именно на основата на този фалшификат, както и на доказано фалшивата хроника на поп Методий Драгинов, Антон Дончев написва романа „Време разделно“, в който също продължава безкритичното преповтаряне на твърденията на измислените документи.

## Разказ на „Исторически бележник“
В „Исторически бележник“ пише че „през месец юли 1662 г., когато стана страшното и насилствено помохамеданчване на българите в областта около Смолен, турците направиха много пакости. От жителите едни помохамеданчиха, други избиха, а трети избягаха в горите. Турците изгориха църквата „Св. апостоли Петър и Павел“, митрополията и богословското училище. Всички книги и помагала унищожиха, а скъпоценностите разграбиха. Турците поискаха да заловят Смоленския епископ Висарион, но той с голяма група българи през една нощ успя да избяга и се настани в Райково. Там бяха намерили прибежище и много българи от околните села. Народът, като виждаше, че при него се намира духовният му водач се окуражи, съвзе се за нова борба с турците и упорито бранеше вярата си. Така той запази от помохамеданчване околните на Райково села и самото Райково“. Ето как „Исторически бележник“ описва убийството на епископа:
| „ | В ранното утро на 29 юли 1662 година Висарион Смоленски бе тръгнал, придружен от 10 телохранители, всички на коне и добре въоръжени от Долно Езерово за Горно Езерово. Ала ненадейно между къщите на Ревача и воденицата на Сурото в долината, излезе голяма въоръжена чета от турци и потурнаци. След голям кървав бой заловиха живи епископа и неговите телохранители – Момчил Глухо, Гего Сухар, Найден Гривински, Дечо Рутан, Белко Мечкаря, Страхил Бойчо, Грудьо Грънчо, Вълчо Гроздан, Стойко Мирчо и Райчо Райо. Турците им взеха оръжието, вързаха им ръцете отзад и бързо ги отведоха към Смолян, да не би да ги застигне християнска чета, да ги освободи и люто да си отмъсти. В Смолян по заповед на Абди бей най-първо с добро и кротко се помъчиха да убедят епископ Висарион да откупи живота си, като приеме мохамеданската вяра, понеже мислеха, че щом той се съгласи на това, много скоро и останалите българи християни безропотно ще го последват. Ала епископът отказа да приеме исляма. Тогава турците го съблякоха и го оставиха съвсем гол. Отначало почнаха да го щипят по тялото с нарочно приготвени щипалки, които гдето хванеха късаха парчета живо месо и кръвта бликаше. След това биха го най-немилостиво с пръчки до забрава и до пълна несвяст. Мушкаха го с копия по различните части на тялото. Надянаха му на главата нажежена пиростия и други жестокости направиха и поругаха го, но той с голямо смирение понесе всичко. Най-после един турчин от тълпата излезе и с меч го прониза в гърдите и след това архиерея се повали на земята, като изговаряше думите „на тебе Христе предавам душата си, аз се радвам на страданията си...“. Мнозина от тълпата хвърлиха камъни върху него и го направиха подобно на пита. Турците заповядаха на телохранителите на епископа да изкопаят гроб в една градина, близо до хорището (място за хорото) в Смолян, там заровиха трупа на епископ Висарион Смоленски. Така на 29 юли 1670 година в Смолян умря мъченически епископ Висарион. | “ |

## Почит
336 години след предполагаемата негова смърт в Смолян е осветен от митрополит Арсений Пловдивски храмът „Свети Висарион Смоленски“. Това е първата нова църква в града за последните 130 години и вторият по големина храм в България след софийската катедрала „Свети Александър Невски“.
Всяка година на 29 юли Православната църква отбелязва този ден, като в православните храмове се пее тропар на св. свещмчк. Висарион Смоленски, глас 4: Днес празнуваме паметта на светилника на нашата земя и с любов възхваляваме страдалец – той посрами злобата на безумните и верните в благочестието утвърди; нему сега всички с ликуване зовем: „Радвай се, отче наш Висарионе, молитвениче на българския род!“